# Сівець Віктор Миколайович
Сівець Віктор Миколайович (18 серпня 1970, Київ) — колишній голова Державного агентства лісових ресурсів України.  Заслужений будівельник України (2006).  Переховується від слідства в Росії.

## Біографія
Народився 18 серпня 1970 року в м. Київ.
З жовтня 1989 до березня 1990 року був спортсменом водно-спортивної команди Центрального спортивного клуба (ЦСК) ВМФ.
У 1992 році закінчив Київський інститут фізичної культури і спорту.
- У 1998 році — Московський державний інститут міжнародних відносин (МГІМО), за спеціальністю «зовнішньоекономічна діяльність», отримавши кваліфікацію «економіста — міжнародника».
- З 1998 року працював на керівних посадах групи компаній «Дім паркету», очолював корпорацію «DP Group» (виробництво високохудожніх столярних виробів — паркету, дверей, вікон, меблів, тощо…).
- З 2005 року Указом Президента України призначений заступником Голови Державного комітету лісового господарства України.
- За вагомий особистий внесок у культурний розвиток столиці України — міста Києва, Указом Президента України від 23.03.2006 № 253/2006 Сівцю В. М. присвоєне почесне звання «Заслужений будівельник України». [2]
- З 2006 року постановою Кабінету Міністрів України призначений Головою Державного комітету лісового господарства України.
- З 2008 року заступник Голови Київської міської державної адміністрації.
- 12 січня 2011 року Указом Президента України № 21/2011 призначений Головою Державного агентства лісових ресурсів України. [1]
- 1 березня 2014 року розпорядженням Кабінету Міністрів України № 94-р звільнений з посади Голови Державного агентства лісових ресурсів України.
- 26 травня 2016 року Генеральна прокуратура України повідомила про підозру Віктору Сівцю та його дружині у відмиванні грошей і кількаразовому одержанні неправомірних вигод, а саме їм інкримінується скоєння злочинів за ч. 3 ст. 209 (легалізація доходів, що отримані злочинним шляхом), ч. 4 ст. 368 (прийняття пропозиції, обіцянки або одержання неправомірної вигоди посадовою особою) Кримінального кодексу України[5].

Свого часу подарував Януковичу вирізьбленого з дерева зубра з написом на табличці: «Найкращому Прем'єр-міністру України Януковичу В. Ф. від голови Комітету лісового господарства Сівця В. М.»

## Особисте
Одружений, виховує двох доньок. Вільно володіє англійською, словенською мовами. 